# Abdelkader Zaïbek
 (décembre 2024).
Si vous disposez d'ouvrages ou d'articles de référence ou si vous connaissez des sites web de qualité traitant du thème abordé ici, merci de compléter l'article en donnant les références utiles à sa vérifiabilité et en les liant à la section « Notes et références ».
Abdelkader Zaibek né le 3 janvier 1923 à Ksar el Boukhari, près de Médéa, en Algérie, est un homme politique algérien, membre du FLN. Mort le 23 novembre 1986 à Alger à l'âge de 63 ans, en son domicile au 04, Rue Mohamed V- des conséquences de son accident de voiture en 1979, il fut enterré au cimetière d'El Alia.
Diplômé de l'Institut industriel algérien en 1947, ingénieur de l'institut électro-technique de Grenoble en 1950. Membre du comité central du FLN. Membre du comité olympique algérien.

## Fonctions
- 1963-1963, Sous-secrétaire d'État à la Présidence du Conseil, chargé des postes et télécommunications[1].
- 1963-1964, Ministre des Postes et Télécommunications[2].
- 1964-1965, Ministre des Postes et Télécommunications, des Travaux publics et des Transports[3].
- 1965-1970, Ministre des Postes et Télécommunications[4].
- 1970-1977, Ministre des Travaux Publics et de la Construction[5].
- 1977-1982, Député à l'assemblée populaire nationale.